# Sanok (gemeente)
De gemeente Sanok is een landgemeente in het Poolse woiwodschap Subkarpaten, in powiat Sanocki.
De zetel van de gemeente is in Sanok.
Op 30 juni 2004 telde de gemeente 16 597 inwoners.

## Oppervlakte gegevens
In 2002 bedroeg de totale oppervlakte van gemeente Sanok 231,38 km², waarvan:
- agrarisch gebied: 54%
- bossen: 34%

De gemeente beslaat 18,89% van de totale oppervlakte van de powiat.

## Demografie
Stand op 30 juni 2004:
| Omschrijving                   | Totaal | Totaal | Vrouwen | Vrouwen | Mannen | Mannen |
| ------------------------------ | ------ | ------ | ------- | ------- | ------ | ------ |
| eenheid                        | aantal | %      | aantal  | %       | aantal | %      |
| inwoners                       | 16 597 | 100    | 8281    | 49,9    | 8316   | 50,1   |
| bevolkingsdichtheid (inw./km²) | 71,7   | 71,7   | 35,8    | 35,8    | 35,9   | 35,9   |

In 2002 bedroeg het gemiddelde inkomen per inwoner 1111,17 zł.

## Skład Rady Gminy
(w nawiasach miejscowości okręgu wyborczego radnego)
Burka Tadeusz Józef (Czerteż, Kostarowce)
Chutkowska Celina Jadwiga (Dębna, Mrzygłód, Tyrawa Solna)
Futyma Izabela (Jurowce, Srogów Dolny, Srogów Górny)
Kaczmarski Tadeusz (Lalin, Pakoszówka)
Klecha Grzegorz (Niebieszczany)
Klecha Jerzy (Markowce, Prusiek)
Lewicki Tomasz Artur (Międzybrodzie, Trepcza)
Polański Stanisław (Dobra, Hłomcza, Łodzina)
Romerowicz Halina Danuta (Strachocina)
Talarczyk Augustyn (Liszna, Wujskie, Załuż)
Wanielista Janusz Stanisław (Jędruszkowce, Pisarowce)
Wesoły Stanisław (Niebieszczany)
Wojtas Tadeusz (Falejówka, Raczkowa)
Wolanin Andrzej (Sanoczek, Zabłotce)
Zapotoczny Roman (Bykowce, Płowce, Stróże Małe, Stróże Wielkie)

## Aangrenzende gemeenten
Bircza, Brzozów, Bukowsko, Lesko, Dydnia, Tyrawa Wołoska, Zagórz, Zarszyn